# Leprechaun 2
Leprechaun 2 (alternativ: Leprechaun 2 – Die Rückkehr des Killer-Kobolds) ist ein US-amerikanischer Horrorfilm aus dem Jahre 1994. Wie in allen anderen Teilen der Filmreihe spielt Warwick Davis die Hauptrolle des Leprechauns.

## Inhalt
Irland im 10. Jahrhundert: Der Leprechaun sucht anlässlich seines 1000. Geburtstag am Saint Patrick’s Day eine Braut. Sein Gefangener William O’Day hilft ihm dabei, da er sich so seine Freiheit erhofft. Als der Leprechaun aber seine Tochter erwählt, überlistet O’Day den Kobold und wird dafür getötet.
1000 Jahre später lebt eine Nachfahrin O’Day's namens Bridget im amerikanischen Los Angeles. Sie ist mit dem Waisen Cody liiert, der unter der Vormundschaft des Kleinganoven Morty lebt. Weil Morty aber wegen seiner Trunksucht nicht in der Lage ist, den Lebensunterhalt, eine vermeintliche Gruseltour in einem Leichenwagen, zu verdienen, übernimmt Cody dies, was zum Streit mit Bridget und einer Festnahme wegen Raserei führt. Codys Rivale Ian, der ebenfalls in Bridget verliebt ist, sieht die Chance, sie zu erobern, wird aber von ihr zurückgewiesen. Kurz darauf scheint Bridget ihre Meinung aber geändert zu haben und verführt ihn. Er bemerkt jedoch nicht, dass er einer Illusion des mittlerweile wiederaufgetauchten Leprechauns erlegen ist und stirbt, als sein Kopf von zwei Rasenmähermessern zerstückelt wird.
Derweil versöhnen sich Cody und Bridget wieder, als der Leprechaun sein Ritual an ihr ausführt, welches Cody nicht verhindern kann. Der Leprechaun legt ein goldenes Halseisen um Bridget und kann sie so in seine Gewalt und sein Gemach bringen. Weil Bridget aber zuvor seinen Goldkessel umstieß, gelangt Cody in den Besitz eines Schillings, dessen Fehlen der Leprechaun sofort bemerkt und sich umgehend auf die Suche macht.
Währenddessen untersucht die Polizei das Haus und den Mord an Ian. Weil sie eine Karte mit Codys Namen im Haus finden, verdächtigen sie ihn und geben eine Fahndung nach ihm raus. Auch der Leprechaun nimmt seine Fährte auf. In der Wohnung von Cody und Morty kommt es zum Aufeinandertreffen. Beide können in eine nahegelegene Bar fliehen, ihn jedoch nicht abschütteln, weswegen Morty einen Plan hat. Er will den Leprechaun so betrunken machen, damit er während des Rausches sein Versteck und den Aufenthaltsort von Bridget verrät. Dies gelingt nicht, da der Leprechaun Morty mit einer Whisky-Flasche schlägt und entkommen kann.
Cody kommt allerdings auf eine andere Idee. Da er weiß, dass Schmiedeeisen die einzige Schwäche des Leprechauns ist, dringen er und Morty in eine Go-Kart-Anlage ein, wo ein schwerer Eisentresor steht. Doch die Anlage ist durch Wachhunde und einen Sicherheitsangestellten gut bewacht. Letzterer erwischt Morty und kann ihn überwältigen. Durch eine Ablenkung jedoch gelingt es Morty, den Sicherheitsmann außer Gefecht zu setzen, als er plötzlich vom Leprechaun angegriffen wird. Dennoch gelingt es Cody, die Falle zuschnappen zu lassen, als der Kobold durch eine Hundeklappe in den Tresor gelockt wird. Mortys Gier nach Reichtümern jedoch zerstört nicht nur den Plan, sie wird ihm zum Verhängnis. Er sperrt Cody in eine Abstellkammer und wünscht sich den Topf mit dem Gold des Leprechauns, welcher nun in seinem Bauch steckt. Mit einer List kann sich der Leprechaun befreien und Morty töten, während Cody entkommt. In Zwischenzeit ist der Sicherheitsmann wieder erwacht und hält Cody für den Mörder. Der Leprechaun verhindert aber eine Festnahme mithilfe eines eigenen designten Go-Karts und überrollt damit den Sicherheitsmann. Es gelingt ihm jedoch nicht, Cody zu töten, solange dieser den Schilling besitzt.
Der Showdown findet im Gemach des Leprechauns statt. Während Bridgets Plan, den Kobold mit einer Ahle zu erstechen, misslingt, dringt Cody in das Gemach ein und muss sich den Illusionen des Leprechauns und dem Skelett von William O’Day erwehren, um zu Bridget zu gelangen. Ihr gelingt es zwar, sich mithilfe der verbogenen Ahle von ihrem Halseisen selbst zu befreien, aber Cody und Bridget können nicht entkommen. Der Leprechaun schafft es, als Bridget verwandelt, den Schilling zurückzubekommen und stößt Cody einen Schürhaken aus Eisen in die Brust. Doch weil Cody ihm zuvor nur eine Fälschung überließ, konnte er überleben und tötet seinerseits den Leprechaun mit diesem Schürhaken. Der Kobold explodiert und Cody und Bridget können nun entkommen.

## Hintergrund
- Nach dem Erfolg des Vorgängers konnte der zweite Teil die Erwartungen nicht erfüllen. Bei einem Budget von 2 Mio. US-Dollar nahm der Film ca. 2,3 Mio. US-Dollar ein.[1] In den USA erschien der Film am 8. April 1994 in den Kinos.
- Neben dem Vorgänger ist dies der einzige Film dieser Reihe, der in die Kinos kam; alle übrigen vier erschienen direkt auf Video und DVD.

## Weitere Filme
Zusätzlich zum Vorgänger erschienen weitere vier Fortsetzungen, die Teile drei bis sechs sind Videoproduktionen. Teil drei und vier wurde vom Regisseur Brian Trenchard-Smith inszeniert. 2014 wurde mit Leprechaun: Origins ein Reboot der Reihe veröffentlicht.
- 1993: Leprechaun – Der Killerkobold
- 1995: Leprechaun 3 – Tödliches Spiel in Las Vegas
- 1997: Space Platoon
- 2000: Leprechaun 5 – In the Hood
- 2003: Leprechaun 6 – Back 2 tha Hood

## Kritiken
„Eine Fortsetzung des gleichnamigen Trivial-Horrorfilms, dessen simple Story durch die Spezialeffekte nicht aufgewertet wird. Auch wenn die grausamen Mordszenen geschnitten sind, wird deutlich, wie gezielt mit Schock- und Ekeleffekten gearbeitet wird.“